# Punktfreie Programmiersprache
| QS-Informatik | Dieser Artikel wurde wegen inhaltlicher Mängel auf der Qualitätssicherungsseite der Redaktion Informatik eingetragen. Dies geschieht, um die Qualität der Artikel aus dem Themengebiet Informatik auf ein akzeptables Niveau zu bringen. Hilf mit, die inhaltlichen Mängel dieses Artikels zu beseitigen, und beteilige dich an der Diskussion! (+) Begründung: Was bedeutet „punktfrei“ bzw. „Punkt“? -- Olaf Studt (Diskussion) 15:41, 24. Apr. 2020 (CEST) |

Punktfreie Programmierung bietet die Möglichkeit der Programmierung auf Funktionsniveau an. Die erste bekannte punktfreie Programmiersprache war ein FP-System von John W. Backus, das er in einem Aufsatz anlässlich zur Verleihung des Turing Award 1977 vorstellte. Er nannte dieses FP (vom englischen Functional Programming), obwohl es eine PF (punktfreie Programmiertechnik) war, in der er einen variablenfreien Stil propagierte. Dieser variablenfreie Stil wurde durch die Verwendung der Komposition erst ermöglicht. Da er die Verwendung von Variablen vermied, nutzte er stattdessen Zahlen als Selektoren, die auf die Positionen eines Arrays, den er im Argument einer Funktion anbot, zugriffen. Es kamen auch eine begrenzte Anzahl von programmformenden Kombinatoren zum Einsatz, mit deren Hilfe einfache Primitive und Programme zu komplexeren Programmen zusammen gebaut wurden.
Heute kennt man auch den punktfreien Stil als variante Verwendung in der rein funktionalen Programmiersprache Haskell. Auch die Programmiersprache FP trivia, die eine Fortsetzung der backus'schen FP-Systeme darstellt, versucht, diesen Stil zu verwenden; allerdings können auch Instanzenvariablen zu besseren Dokumentation der Programme – im selben punktfreien Stil – angewendet werden. Nicht zu vergessen sind die konkatenativen Sprachen mit deren bekanntesten Programmiersprache Joy, die viele Nachahmer gefunden hat. Die Stacksprachen haben erstaunlicherweise eine gewisse Popularität, obwohl sie Probleme des Parameterstacks mit der Ausnahmenbehandlung haben.

## Zweck von punktfreier Programmierung und Sprachen
Obwohl der punktfreie Stil – besonders bei Joy zu beobachten – zu einer "Obfuscation" des Quellcodes führen kann, hat dieser Stil auch einige mathematische Vorteile gegenüber Sprachen, die nur auf Lambdavariablen beschränkt sind. Der geschlossene Charakter einer punktfreien Programmiersprache ermöglicht eine "Algebra of Programming", also eine mathematische Bearbeitung des Quellcodes, ähnlich wie man es in der Schule für die Termumformung von Gleichungen vermittelt bekommt. Damit steht der mathematischen Behandlung der Programme nichts mehr im Weg, wenn auf eine referenzielle Transparenz der Sprache geachtet wurde.

## Bekannte punktfreie Programmiersprachen
- Backus' FP-Systeme
- Formal FP
- FP trivia
- FL (von Function-Level, research project) und PLaSM
- J, von Kenneth E. Iverson and Roger Hui
- Joy (Konkatenative Programmiersprache – stack-orientiert) und die ganze Familie